# Magical Angel Sweet Mint
Magical Angel Sweet Mint (魔法のエンジェルスイートミント Mahō no Enjeru Suīto Minto, traduzido como Mágico Anjo Doce Mint), também conhecido como As Aventuras Mágicas de Mint no Brasil e Dulce luna na America Latina, é uma série de anime japonês, feita diretamente para o público infantil, produzida pela Ashi Production e adaptada para mangá e composta por 2 tankōbon. Ela foi originalmente exibida no Japão pela TV Tokyo de 2 de Maio de 1990 até 27 de Março do mesmo ano. O programa gira em torno do mundo da magia, aonde Mint vive como uma princesa. As esperanças e os sonhos das pessoas na Terra refletem neste mundo. Devido ao fato de que as pessoas deixaram de acreditar em seus sonhos, este mundo esta morrendo, fazendo com que a escuridão invada o coração de todas as pessoas. Para poder evitar que isso aconteça, Mint é mandada para a loja de sua tia, aonde ela deve demonstra que pode governar o seu reino.
A série ganhou grande popularidade no Japão, gerando linha de brinquedos e grande sucesso em audiência. Embora o público-alvo seja as crianças, pessoas de diversas idades também se interessaram em assistir Mint. Isso se dá muito mais pelo fato de que o anime demonstra muitos problemas vividos pelos seres humanos, entre eles: ansiedade, problemas familiares, brigas entre irmãos, puberdade, etc. A série estava planejada para ter duas temporadas, mais como ela não conseguiu se tornar o febre no país, acabaram optando para que ela tivesse somente 47 episódios. Ainda sim, Mint esta entre as séries de anime favoritas do gênero mahou shoujo no Japão.
No Japão, o anime foi totalmente lançado em um BOX de DVD pela King Records no ano de 2005. O DVD veio em versão luxo, com imagem remasterizada, além de curiosidades da animação. O BOX é composto por 6 DVDs, presos sobre uma caixa e incluem extras de bônus. Nos Estados Unidos a série estava para ser lançada em DVD pela Funimation Entertainment, porém, devido a problemas de direitos autorais, os planos foram cancelados e não existe previsão de lançamento para o país. Em alguns países da America Latina, foram lançadas fitas cassetes do anime sobre o título de Dulce luna, porém, nenhum DVD foi lançado no páis. No Brasil, nunca houve planejamento de lançamento dos episódios por aqui.
Por aqui, o anime foi exibido pela extinta Fox Kids no ano de 1999, sobre o título de As Aventuras Mágicas de Mint. A série foi exibida por completa, uma única vez, durante o mês de março daquele ano. Devido ao fato da falta de acesso da TV Fechada na década de 90, é raro de se encontrar os episódios dublados deste mesmo anime. Desde então, Mint jamais foi vista na TV brasileira e não se sabe se um dia irá retornar.

## Produção
Desde o inicio, o plano era de que a série teria como foco o gênero magical girl, que já se popularizava durante os anos anteriores. As animações Sally, a Bruxinha, feita pela Toei Animation em 1989 e Himitsu no Akko-chan,a série mais atual do gênero, serviram de base para Mint. A Takara Tomy ficou responsável pelo lançamento de brinquedos, que já tinha trabalhado com a Ashi Production para as animações já citadas a cima, que serviram de base para a criação de Mint. 
Para que a série pudesse gerar uma boa impressão e lançar diversos produtos no mercado, ela foi criada para ser uma série com diversos temas considerados comuns entre as crianças daquela época, sem falar que os diversos acessórios usados por Mint serviriam de base para se criar uma linha de brinquedos. A loja da tia de Mint, a Loja da Felicidade, foi criada como o primeiro projeto da Takara para um brinquedo relacionado ao anime. A roupa de Mint e sua personalidade foi estudada tanto pela Ashi quanto pela Takara, que queriam criar uma "garota divertida e generosa". 
A ideia de Mint ser uma princesa surgiu do anime Gigi e a Fonte da Juventude, além do fato de que esse anime foi responsável por impulsionar a magia dentro do universo de Mint. O fato de Mint sair de seu mundo comum e ir para um mundo totalmente diferente do que ela estava acostumada foi retirado de Floral Magician Mary Bell. O famoso conto Alice no País das Maravilhas, foi uma grande influência para Mint e todos os seus personagens, principalmente quando observado que Mint tem traços da personalidade de Alice, enquanto os demais personagens demonstram traços do mesmos personagens do conto.

## História
Semear as sementes da felicidade para aqueles que estão em necessidade no mundo humano é como uma tradição de sucessão ao trono no mundo mágico, e a princesa de 12 anos de idade, Mint, deve "recuperar a cor das flores do Vale do Arco-íris", se não o mundo entrará em trevas.
Ela então é mandada para a loja de sua tia, Herb, aonde ela deve fazer com que as pessoas voltem a acreditar nos seus sonhos. A loja se chama Loja da Felicidade e junto com seus amigos Nut e Plum, que ela conheceu na Terra, além do pássaro Waffle, ela deve atender todos os tipos de clientes da loja. Inicialmente, ela teve uma "febre de bruxa", que é um efeito colateral que acontece quando um ser mágico vai para o mundo humano. Durante os episódios, ela ajuda crianças e jovens de todos os tipos a realizarem seus mais diversos sonhos. Porém, nem sempre as coisas saem como ela espera, fazendo com que ela tenha que resolver os problemas que ela mesma causou, devido ao fato de que ela não consegue controlar totalmente a magia. Durante os episódios ela descobre que a cidade onde ela reside foi um ponto mágico num passado muito distante, que ligava a Terra com o mundo da magia.
Em um certo momento na série, é ordenado que Mint retorne para o mundo mágico, pois ela não precisa mais estar no mundo humano, porém, ela acaba se apegando a Terra pelo fato de que criou laços de amizade com os humanos. Sendo assim, o rei decidi ir ao mundo humano para conversar com sua filha. Ele diz que ela precisa voltar e ela aceita mais pede três horas para poder se despedir de seus amigos, o que é aceitado. Porém, Plum passa mal e é levado ao hospital, mais foi bloqueado pela queda de roxas. Usando magia, Mint leva a ambulância até o hospital, fazendo com que Plum seja socorrido a tempo. Neste momento, ela descobre a verdadeira essência da magia e faz com que o Vale dos Arco-íris volte a florescer novamente.

## Os Personagens
- Mint, a protagonista da história, a princesa do reino da magia é enviada à Terra para trazer os sonhos entre os seres humanos, menina celestial com tranças longas, espirituosa e, às vezes um pouco "esquecida". Ela usa uma pulseira que é a fórmula mágica para a felicidade, que pode se transformar em um arco e flecha para fazer ela mudar de roupa.
- Nut, melhor amiga de Mint, é tímida por natureza, gentil e compreensiva com nossa heroína, vai viver incríveis aventuras. É frequentemente utilizada para gerenciar o armazenamento de felicidade, trabalho que deveria ser de Mint!
- Plum, o melhor amigo de Mint, é covarde, tem 12 anos e não sabe andar de biciclete e nem nadar, mas é sempre o primeiro a ajudar Mint em tempos difíceis.
- Tia Herb, irmã do rei da magia, tia de Mint, aparentemente gerencia a "Happy Shop", sempre em pé na mesa bebendo chá e comendo bolos e doces. Apesar de seus esforços para perder peso, nunca consegue fazer isso.